# Helena, Ohio
Helena är en ort (village) i Sandusky County i delstaten Ohio. Orten hette ursprungligen Shiloh. Helena hade 224 invånare enligt 2010 års folkräkning.